# Liste des parcs aquatiques
 (août 2011).
Pour un article plus général, voir Parc aquatique.

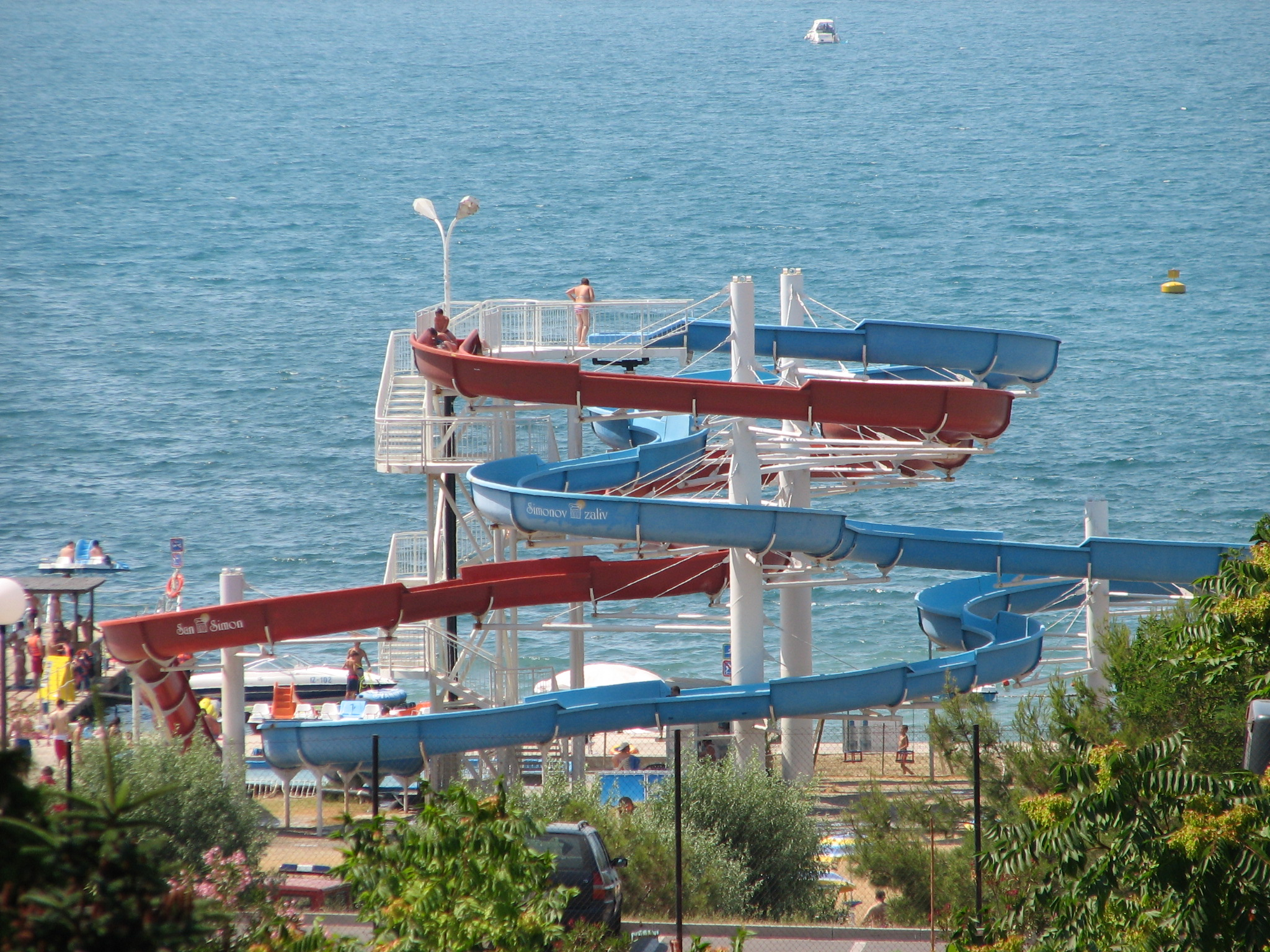
Un toboggan aquatique en Slovénie.

Cette page liste les parcs aquatiques :

## Afrique
| Pays / État | Parcs aquatiques |
| ----------- | --- |
| Maroc       | - Oasiria Marrakech - Tamaris Dar Bouazza - Alpamare Saïdia - Smirpark, M'diq - Marina Golf, Asilah - AquaPlay Oujda - Trocadero Resort Park Oujda - Diamant Vert, Fes - Aquapirate, Mehdia - Palmiya, Marrakech - Atlas Targa, Marrakech - Kenzi Agdal Medina, Marrakech - Atlantica Park, Agadir - Atlas Amadil Beach, Agadir - Les Jardins d'Agadir, Agadir - Kenzi Europa, Agadir - Camping Aglou, Aglou - Arzana, Ain Atiq Ouverture prévu pour 2022 - Aquazen Park, Ouazzane Ouverture prévu pour 2022 |

## Amériques
| Pays / État                 | Parcs aquatiques |
| --------------------------- | --- |
| Brésil                      | - Beach Park, à Aquiraz, près de Fortaleza, Ceará - Veneza Water Park, à Paulista, près de Recife, Pernambouc - Wet'n'Wild São Paulo, à São Paulo, État de São Paulo |
| Canada                      | - parc aquatique atlantide, sainte-calixte, lanaudiere. - Waves Indoor Water Park, chutes du Niagara - Ontario (Americana Resort) - Magic Mountain, Moncton - Nouveau-Brunswick - Froster Soak City, Toronto - Wild Water Kingdom, Brampton - Ontario - Pioneer Sports World, Kitchener - Ontario - Bingeman's Park, Kitchener - Ontario - World Waterpark, West Edmonton Mall (le plus grand parc aquatique intérieur du monde) - Village Vacances Valcartier, Saint-Gabriel-de-Valcartier près de Québec, Québec (le plus grand parc aquatique du Canada jusqu'en 2010, à l'ouverture du Calypso près d'Ottawa du même propriétaire.) - Splash Works, Canada's Wonderland, Toronto, Ontario - Fallsview Water Park, (Casino Niagara) chutes du Niagara - Ontario - Great Wolf Lodge, aux chutes du Niagara - Ontario - Mont Saint Sauveur, Saint-Sauveur-des-Monts près de Montréal - Québec - Splashdown, Tsawwassen, British - Watermania, Richmond, British - Kenosee Superslides, Kenosee Lake, Saskatchewan - Great Wolf Lodge's Indoor Waterpark, chutes du Niagara - Ontario - calypso- waterpark ((ontario)) - Super Aqua Club, Pointe-Calumet, Québec |
| États-Unis Alabama          | - Point Mallard Aquatic Center, Decatur |
| États-Unis Alaska           | - H2Oasis, Anchorage |
| États-Unis Arizona          | - Big Surf, Tempe - Sunsplash Water Park, Mesa - Waterworld, Phoenix - Wet'n'Wild Phoenix, Phoenix |
| États-Unis Californie       | - Golfland Sunsplash Roseville - Knott's Soak City USA Buena Park - Knott's Soak City USA Chula Vista - Knott's Soak City USA Palm Springs - Raging Waters San Dimas - Raging Waters San Jose - Six Flags Hurricane Harbor, Valencia - Waterworld USA Sacramento - Waterworld USA Concord - Wild Rivers Irvine |
| États-Unis Caroline du Nord | - Wet 'n Wild, Greensboro (Universal Studios) - Boomerang Bay, Paramount's Carowinds, Charlotte |
| États-Unis Caroline du Sud  | - Myrtle Waves, Broadway |
| États-Unis Colorado         | - Water World, Federal Heights |
| États-Unis Dakota du Sud    | - Wild Water West, Sioux Falls |
| États-Unis Floride          | - Disney's Blizzard Beach et Disney's Typhoon Lagoon, Lake Buena Vista - Wet 'n Wild, Orlando - Rapids Water Park, West Palm Beach - Adventure Island, Tampa Bay |
| États-Unis Géorgie          | - Six Flags White Water, Atlanta - Splash Island, Valdosta |
| États-Unis Hawaï            | - Wet'n'Wild Hawaii, Kapolei |
| États-Unis Idaho            | - Roaring Springs Waterpark, Meridian |
| États-Unis Indiana          | - Splashing Safari, Santa Claus, (appartient à Holiday World) - Tropicanoe Cove, Lafayette, (à côté de Columbian Park Zoo) |
| États-Unis Illinois         | - Splash Country, Aurora - Six Flags Hurricane Harbor, Gurnee - Magic Waters, Rockford - Ozzi Waterpark, Palatine |
| États-Unis Maryland         | - Six Flags Hurricane Harbor, Largo |
| États-Unis Massachusetts    | - Six Flags Hurricane Harbor, Agawam |
| États-Unis Michigan         | - Wild Water Adventure, à Muskegon, Michigan (situé à Michigan's Adventure) - Great Wolf Lodge à Traverse City |
| États-Unis Minnesota        | - White Water Country Waterpark, Shakopee (situé à Valleyfair) - Water Park Of America, Bloomington - Grand Rios Water Park Hotel, Brooklyn Park - Wildwoods Water Park Holiday Inn Hotel, Otsego |
| États-Unis Missouri         | - Oceans of Fun, Kansas City - Six Flags Hurricane Harbor, Eureka - White Water Branson, Branson |
| États-Unis Nevada           | - Wet 'n Wild, Las Vegas (fermé en 2005) - Wild Island Waterpark, Sparks |
| États-Unis New Hampshire    | - Whale's Tale Water Park, Lincoln - WaterCountry |
| États-Unis New Jersey       | - Mountain Creek Waterpark, Vernon Township - Six Flags Hurricane Harbor, Jackson |
| États-Unis New York         | - Enchanted Forest/Water Safari, Old Forge - The Great Escape & Splashwater Kingdom, Queensbury - Martin's Fantasy Island, Grand Island - Raging Rivers, Rochester - Roseland Waterpark, Canandaigua - Six Flags Darien Lake, Darien Center - Splash Down Beach, Fishkill - Splish Splash, Riverhead - Thunder Island, Fulton - Water Slide World, Lake George - Zoom Flume, East Durham |
| États-Unis Ohio             | - The Beach at Adventure Landing, Mason - Boomerang Bay at Paramount's Kings Island, Mason - Castaway Bay, Sandusky (Cedar Point) - Cedar Point Shores, Sandusky (Cedar Point) - Kalahari Resorts, Wisconsin Dells - Soak City, Mason (Kings Island) - Splash Moraine, Moraine - Wildwater Kingdom, Aurora - Zoombezi Bay, Powell |
| États-Unis Pennsylvanie     | - Camel Beach Waterpark, Tannersville - Dorney Park & Wildwater Kingdom, Allentown - Sandcastle Waterpark, Pittsburgh - Splash Lagoon, Érié |
| États-Unis Tennessee        | - Dollywood's Splash Country, Pigeon Forge |
| États-Unis Texas            | - Schlitterbahn, Galveston - New Braunfels, - South Padre Island, - Six Flags Hurricane Harbor, Arlington - Six Flags Splashtown, Comté de Harris - Splashtown San Antonio, San Antonio - Wet N' Wild, Anthony, Nouveau-Mexique |
| États-Unis Utah             | - Raging Waters, Salt Lake City |
| États-Unis Virginie         | - Massanutten WaterPark, Harrisonburg - Water Country, Williamsburg - SplashDown Water Park - Water Mine Family Swimmin' Hole |
| États-Unis Washington       | - Slide Waters, Lake Chelan - Wild Waves, Seattle |
| États-Unis Wisconsin        | - Kalahari Resort et Convention Center, Wisconsin Dells - Noah's Ark Wisconsin Dells - Wilderness Territory Waterparks Wisconsin Dells - Mt. Olympus Water & Theme Park Waterparks Wisconsin Dells - Chula Vista Resort's Waterparks Wisconsin Dells |

## Asie
| Pays      | Parcs aquatiques                                                                                                |
| --------- | --- |
| Chine     | - Chimelong Waterpark, Canton - CORE, Hong Kong - Parc aquatique Maya Beach, Shanghai                           |
| Inde      | - Essel World, Bombay - Maharashtra - Kishkinda, Chennai - Tamil Nadu - Tikuji-Ni-Wadi, Thane - Maharashtra     |
| Iran      | - Ocean Water Park, Kish                                                                                        |
| Japon     | - Joyhul Waterpark, Nagashima - Lagunasia, Gamagōri - Nagashima Spa Land, Kuwana - Seagaia Ocean Dome, Miyazaki |
| Malaisie  | - Melaka Wonderland, Malacca - Sunway Lagoon, Kuala Lumpur                                                      |
| Singapour | - Wild Wild Wet, Singapour                                                                                      |
| Taïwan    | - Formosa Fun Coast, Nouveau Taïpei - Taipei Water Park, Taïpei                                                 |

## Europe
| Pays               | Parcs aquatiques |
| ------------------ | --- |
| Albanie            | - Aquapark Albania Blue Magic Water, Tirana - Avalon Acqua Park Valona, Vlora - Water Wonderland, Velipojë - Aqua Mania Waterpark, Golem, Kavajë |
| Allemagne          | - AquaMagis (de), Plettenberg - Badeparadies Schwarzwald, Titisee-Neustadt - EuropaBad, Karlsruhe - Kristall Palm Beach, Stein - Miramar (en), Weinheim - Nettebad (de), Osnabrück - Rulantica, Rust - Therme Erding (en), Erding - Tropical Islands, Krausnick-Groß Wasserburg |
| Angleterre         | - Sandcastle Waterpark, Blackpool - Alton Towers Waterpark, Alton - Waterworld, Stoke-on-Trent - Center Parcs Whinfell Forest, Penrith |
| Belgique           | - Aqualibi, Wavre - Bellewaerde Aquapark, Zillebeke - Plopsaqua De Panne, La Panne - Plopsaqua Hannut-Landen, Hannut |
| Croatie            | - Aquacolors, Poreč - Istralandia, Brtonigla |
| Espagne            | - Aqualand (Cadix, Costa Adeje, El Arenal, Maspalomas, Torremolinos) - Aqualandia (Benidorm) - Aquavelis Water Park, Torre del Mar - PortAventura Aquatic Park, Salou - Siam Park, Playa de las Américas (Tenerife) - Aquópolis (Cartaya, Costa Daurada, San Fernando de Henares, Séville, Torrevieja, Villanueva de la Cañada, Cullera) |
| Estonie            | - Tervise Paradiis Water Park, Parnu - Atlantis H2O Aquapark, Haabneeme - The Aura Centre, Tartu - Vudila, Tabivere - Vembu-Tembumaa, Kurtna |
| France             | - Aquaboulevard, Paris (1989) - Aquader (structure flottante sur le Lac du Der), plage de Nuisement, Sainte-Marie-du-Lac-Nuisement (51) (2021) - Aqualand (Gujan-Mestras ; Saint-Cyprien ; Port Leucate ; Le Cap d'Agde ; Saint-Cyr-sur-Mer ; Fréjus ; Sainte-Maxime ; Le Carbet et Agen (Walygator Sud-Ouest) - Aqualud, Le Touquet-Paris-Plage - AquaMundo : Nom utilisé par Pierre & Vacances (Center Parcs) pour désigner ses bulles à thème tropical, dans 7 parcs : Domaine Les Trois Forêts - Le Bois aux Daims - Le Lac d'Ailette - Les Bois-Francs - Les Hauts de Bruyères - Villages Nature Paris (Marne La Vallée) - Les Landes de Gascogne - Aquapolis, Limoges - Aquascope, attraction du Futuroscope, Chasseneuil-du-Poitou - Aquasplash, Antibes - Frenzy Palace, Torreilles - O'Gliss Park, Le Bernard (2016) - Wave Island, Monteux |
| Italie             | - Etnaland, Belpasso (Sicile) (2001) - Aquafantasy, Isola Rossa (Sardaigne) - Aqualandia, Jesolo (Vénétie) - Caneva The Aquapark, Lazise (Vénétie) |
| République tchèque | - Aquapalace Praha, Prague |
| Pays-Bas           | - Tikibad, Duinrell - Aqualand, Harderwijk |
| Pologne            | - Aquapark Kraków, Cracovie - Aquapark Polkowice, Polkowice - Aquapark Wrocław, Wrocław - Aquapark Zakopane, Zakopane - Aquapark Zielona Góra, Zielona Góra - Fala Aquapark, Łódź - Termy Maltańskie, Poznań |
| Portugal           | - Aqualand, Alcantarilha (Algarve) |
| Norvège            | - Bø Sommarland, Bø |
| République tchèque | - Aquapalace Praha, Prague |
| Slovaquie          | - Aquapark Tatralandia, Liptovský Mikuláš |
| Suisse             | - Alpamare, Pfäffikon (SZ) - Aquabasilea, Pratteln (BL) - Aquaparc, Le Bouveret (VS) - Aquasplash, Renens (VD) - Bernaqua, Berne (BE) |

## Océanie
| Pays      | Parcs aquatiques |
| --------- | --- |
| Australie | - Jamberoo Recreation Park, Jamberoo - Nouvelle-Galles du Sud - Magic Mountain à Adelaide, Australie-Méridionale - Sea World Water Park, Gold Coast - Queensland - Wet 'n'Wild Water World, Gold Coast - Queensland |

|  |